# Diritto in Unione Sovietica

Emblema dell'Unione Sovietica.

Il diritto dell'Unione Sovietica rappresenta l'insieme di leggi in vigore nell'URSS a partire dalla Rivoluzione d'ottobre del 1917. Dopo la seconda guerra mondiale, delle versioni modificate del sistema legale sovietico furono attive in diversi stati comunisti come Mongolia, Cina, i paesi del Patto di Varsavia, Cuba e Vietnam.

## Concezione sovietica del diritto
Il diritto sovietico si basava su quello imperiale pre-rivoluzionario e sui principi del marxismo-leninismo. Tra gli altri diritti pre-rivoluzionari ad aver avuto un'influenza vi erano quello bizantino, mongolo, il diritto canonico ortodosso russo e quello occidentale, quest'ultimo assente fino alla riforma giuridica di Alessandro II nel 1864. Nonostante ciò, la supremazia della legge e l'uguaglianza dinanzi ad essa erano concetti ancora poco conosciuti: lo zar infatti non era condizionato dalla legge e "la polizia aveva un'autorità senza limiti".
Il marxismo-leninismo vedeva la legge come una sovrastruttura della società. La legge "capitalista" era lo strumento del "dominio borghese e un riflesso dei valori borghesi" e in una società senza classi, la legge sarebbe inevitabilmente scomparsa.
Come tutte le altre istituzioni governative, il potere giudiziario era ufficialmente subordinato al Soviet supremo dell'Unione Sovietica.
Nel 1917, le autorità sovietiche respinsero formalmente tutta la legislazione zarista e istituirono un sistema legale socialista. Secondo Richard Pipes, tale sistema abolì i concetti occidentali del diritto come il rule of law, le libertà civili, la giustizia criminale e le garanzie della proprietà. Per esempio, il profitto sleale poteva essere interpretato come un'attività controrivoluzionaria punibile con la morte. Gli autori sovietici sostennero che era stata creata un nuovo rule of law socialista, garante delle proprietà personale e delle libertà civili, che sviluppava le basi di un rule of law internazionale.
Le deportazioni dei kulaki tra il 1928 e il 1931 furono effettuate secondo le norme del Codice civile sovietico. Alcuni esperti sovietici in legge asserirono che "la repressione di un criminale può essere applicata in assenza di colpevolezza."
Le riforme degli anni sessanta cercarono di migliorare il sistema giuridico e le attività delle corti, di reinstaurare e sviluppare diversi principi democratici eliminando le conferenze speciali legate al Ministero degli affari interni dell'URSS e determinate categorie di crimini contro lo stato.

## Costituzioni
Nel corso della sua esistenza, l'Unione Sovietica ebbe quattro diverse costituzioni redatte in base al contesto politico ed economico:
- La Costituzione bolscevica del 1918, può essere considerata come la prima dell'URSS anche se entrata in vigore nella neonata RSFS Russa
- La Costituzione sovietica del 1924, integrativa della precedente, legittimò l'unione della RSFS Russa, RSS Ucraina, RSS Bielorussa e della RSFS Transcaucasica per l'istituzione dell'URSS e introdusse i principali organi statali come il Congresso dei Soviet dell'Unione Sovietica
- La Costituzione sovietica del 1936 istituì il suffragio universale diretto, estese i diritti dei lavoratori e diminuì le restrizioni sulla religione ma fu tuttavia disattesa a causa delle Grandi Purghe volute da Stalin e dalla sospensione durante la seconda guerra mondiale.
- La Costituzione sovietica del 1977, più lunga e dettagliata rispetto alla precedente, sancì il raggiungimento degli obiettivi della dittatura del proletariato ed evidenziò la possibilità di ciascuna repubblica di separarsi dall'Unione.

## Struttura della Corte
I casi civili e criminali sovietici richiedevano dei processi che erano "principalmente [...] delle indagini ufficiali sulla verità dei casi e delle difese presentati". In questo, il diritto sovietico era molto simile al civil law di paesi europei come Francia e Germania.

### Casi criminali
I casi criminali consistevano in un'indagine preliminare prima dell'accusa e del vero e proprio processo. Nell'indagine, lo sledovatel (o "investigatore") interrogava l'imputato (dopo averlo informato dei suoi diritti) e i testimoni ed esaminava le prove presentate. Prima del 1958, il consulente legale era disponibile solamente durante il processo ma in seguito venne reso disponibile nell'ultima fase dell'indagine dopo l'accusa. All'esaminatore era proibito l'uso della forza sebbene l'imputato poteva esser confinato per lunghi periodi: da 10 giorni dopo l'accusa fino a 9 mesi durante l'indagine preliminare (con l'approvazione del Procuratore generale) La deposizione che sarebbe stata utilizzata nel processo veniva presentato all'imputato. Lo sledovatel era subordinato al procuratore (prokuror) al quale veniva affidato il procedimento, la supervisione generale e la segnalazione di azioni amministrative illegali. Lo stato d'accusa che includeva l'indagine preliminare veniva considerato come il verbale ufficiale al processo.
La Corte del popolo era costituita da un giudice professionista in carica per 5 anni e da due assessori scelti tra il popolo con un mandato di 2 anni e mezzo. I giudici interrogavano prima l'imputato e i testimoni, dopo il procuratore e il consulente alla difesa per corroborare le prove dell'accusa. L'imputato e la vittima potevano interrogarsi o parlare con i testimoni. L'accusato era un presunto innocente, sebbene non come nel common law. La Corte decideva la sentenza tramite un voto di maggioranza. L'imputato e il procuratore potevano fare appello a una corte superiore costituita da tre giudici professionisti che avrebbero rivisto i fatti e le leggi applicate. Se il procuratore faceva appello, la corte superiore poteva archiviare la sentenza e rimandare il caso. Sebbene la decisione delle corti d'appello era quella definitiva, le corti superiori poteva supervisionarla. Qui, l'imputato o il suo consulente potevano presentare solo dei resoconti, senza poter apparire di persona.
Durante il processo, i giudici avevano anche la funzione di educare il popolo rivelando e rimuovendo le cause e e le condizioni che avrebbero potuto portare a un crimine. I giudici non davano troppa importanza ai tecnicismi legali, poiché lo scopo dichiarato della corte era di trovare la verità, piuttosto che difendere i diritti legali. Sebbene molte udienze fossero aperte al pubblico, alcune potevano essere tenute anche in privato quando il governo sovietico lo riteneva necessario.

### Corte civile
I processi della Corte civile sovietica non implicavano un alto grado di interferenza fisica. Non vi era nessun arresto improvviso durante le indagini preliminari e il processo veniva condotto interamente da un consulente e, se necessario, veniva ottenuta una sospensione.

## Diritti umani
Nella legge sovietica, i diritti venivano garantiti dallo stato al quale erano subordinati e venivano impiegati da esso per emanare leggi che avrebbero garantito i benefici dei cittadini. Tuttavia, se lo stato falliva in ciò, il popolo non aveva alcuna riparazione legale. Il diritto sovietico enfatizzava i diritti economici e sociali su quelli civili e politici. La Costituzione del 1977 favorì i diritti al lavoro, alla salute e all'educazione ed estese le libertà di parola, di stampa, d'assemblea e altri.